# Retrato de una dama (El Greco, Rosenbach Museum)
El Retrato de una dama es un retrato en formato miniatura, atribuido al Greco, datable ca.1590. Aunque su atribución es discutible, se trata de una de las pocas obras en este formato, generalmente incluidas en el corpus artístico del maestro cretense.

## Introducción
El Greco debió tener una estrecha relación profesional con Giulio Clovio, afamado y dotado miniaturista, citado por Giorgio Vasari como un "piccolo e nuovo Michelangelo". Esta relación está atestiguada por una carta (16 de noviembre de 1570) de Giulio Clovio al cardenal Alejandro Farnesio, solicitando alojamiento para el Greco en el Palacio Farnesio en Roma. También la atestiguan el primer retrato realizado por el Greco: Retrato de Giulio Clovio y por La expulsión de los mercaderes (Minneapolis) donde el Greco coloca una imagen del miniaturista a la misma altura que Tiziano, Miguel Ángel y Rafael Sanzio.
De hecho, cuando el Greco ingresó en septiembre de 1572 en la primitiva Academia de San Lucas de Roma, lo hizo como pittore a carte, (miniaturista) y es lícito suponer que en el Palacio Farnesio trabajara como ayudante de Giulio Clovio en esta actividad. Por tanto, aunque no ha llegado hasta la actualidad ninguna miniatura que sea obra segura del Greco, este artista debía conocer la técnica del miniaturismo.

## Análisis de la obra
- Miniatura pintada al óleo sobre tabla, formato ovalado; datable ca.1590; 5,8 x 4,3 cm.[4]
- Pertenece al Rosenbach Museum and Library de Filadelfia [1954.0630.047].[5]

Este retrato representa una dama morena, de unos treinta años, ligeramente girada hacia su derecha, que dirige una amable mirada directamente al espectador. Por su atuendo, parece pertenecer a la clase alta de la España de principios del siglo XVII. Lleva una lechuguilla de punto, y su pelo forma un alto copete, sobre el que luce una toca, curvada en forma de jaulilla sobre la frente.